# Rafael Sabatini

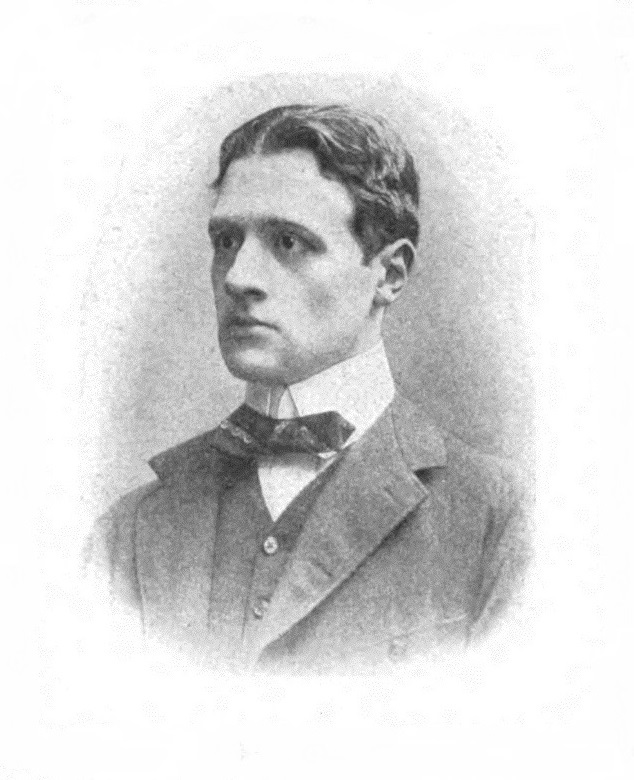
Rafael Sabatini

Rafael Sabatini, född 29 april 1875 i Jesi i Italien, död 13 februari 1950 i Adelboden i Schweiz, var en italiensk-brittisk författare som skrev romantiska historiska romaner.

## Biografi
Sabatini studerade i Schweiz och i Portugal. Han kom till England för att utbilda sig till affärsman. Under första världskriget tjänstgjorde han vid den brittiska underrättelsetjänsten.
Sabatini debuterade 1904 men slog igenom först 1915 med Scaramouche. Flera av hans romaner har blivit filmatiserade.